# Villacarriedo
Villacarriedo est une commune espagnole située dans la communauté autonome de Cantabrie. Elle se situe dans la vallée du Río Pisueña qui fait partie de la comarque des Valles Pasiegos. La commune est traversée par le Río Pisueña, principal affluent du Río Pas.

## Paysage et Nature
Le paysage est typiquement un paysage des contrées vertes de la façade atlantique, parsemé de haies, de prairies de fauche entourées de vieux murs et par centaines, des cabaña pasiega (es) en pierre qui témoignent de l'intense activité d'élevage que connait la région depuis des siècles. Le relief est modéré et les sommets sont arrondis, dépourvus d'arbres pour laisser place à des bruyères maintenues par l'élevage extensif. Parmi la faune qui fréquente cette région, on trouve : le percnoptère, le vautour fauve, la loutre, le desman des Pyrénées

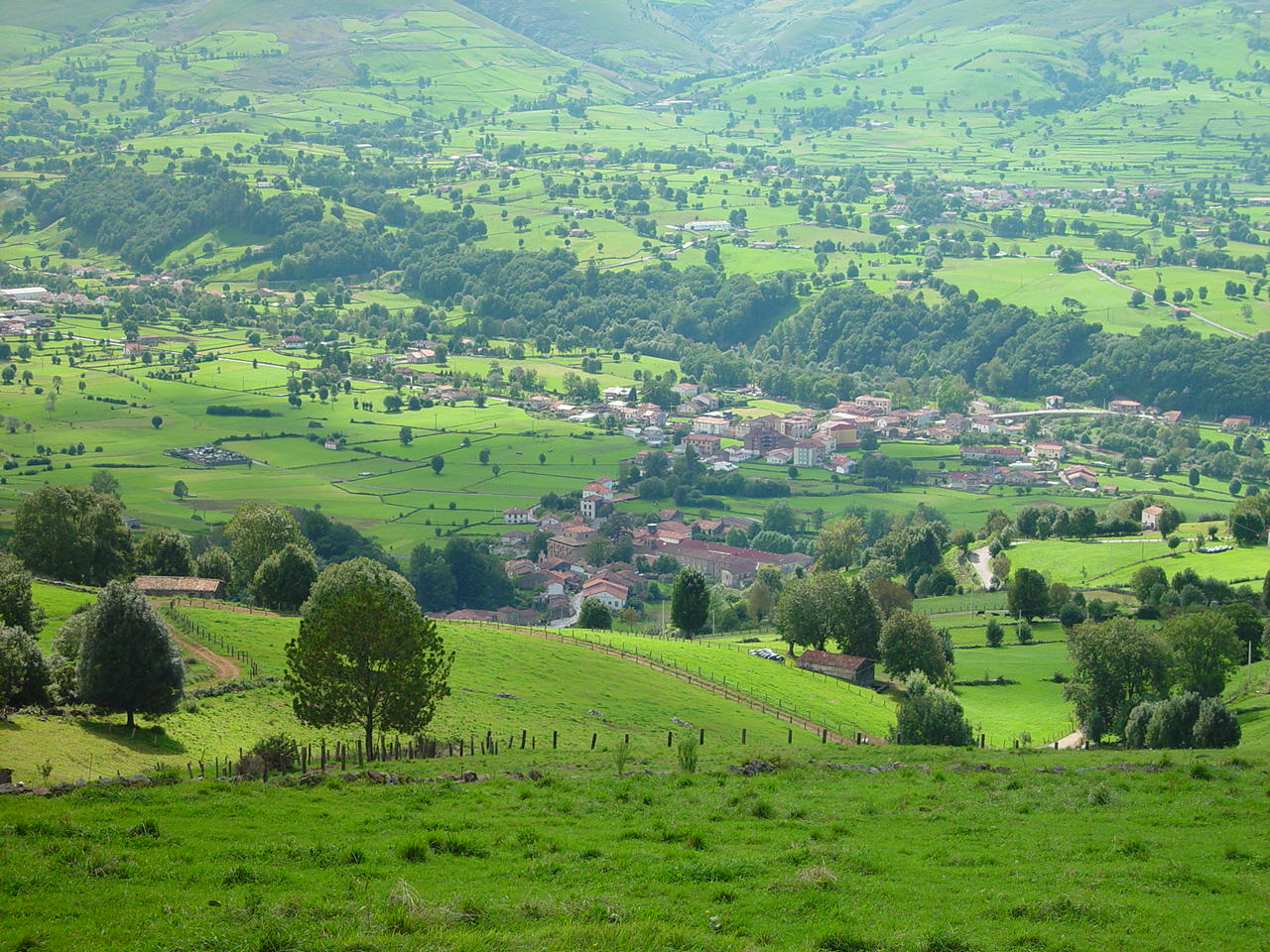
Vue de Villacarriedo.

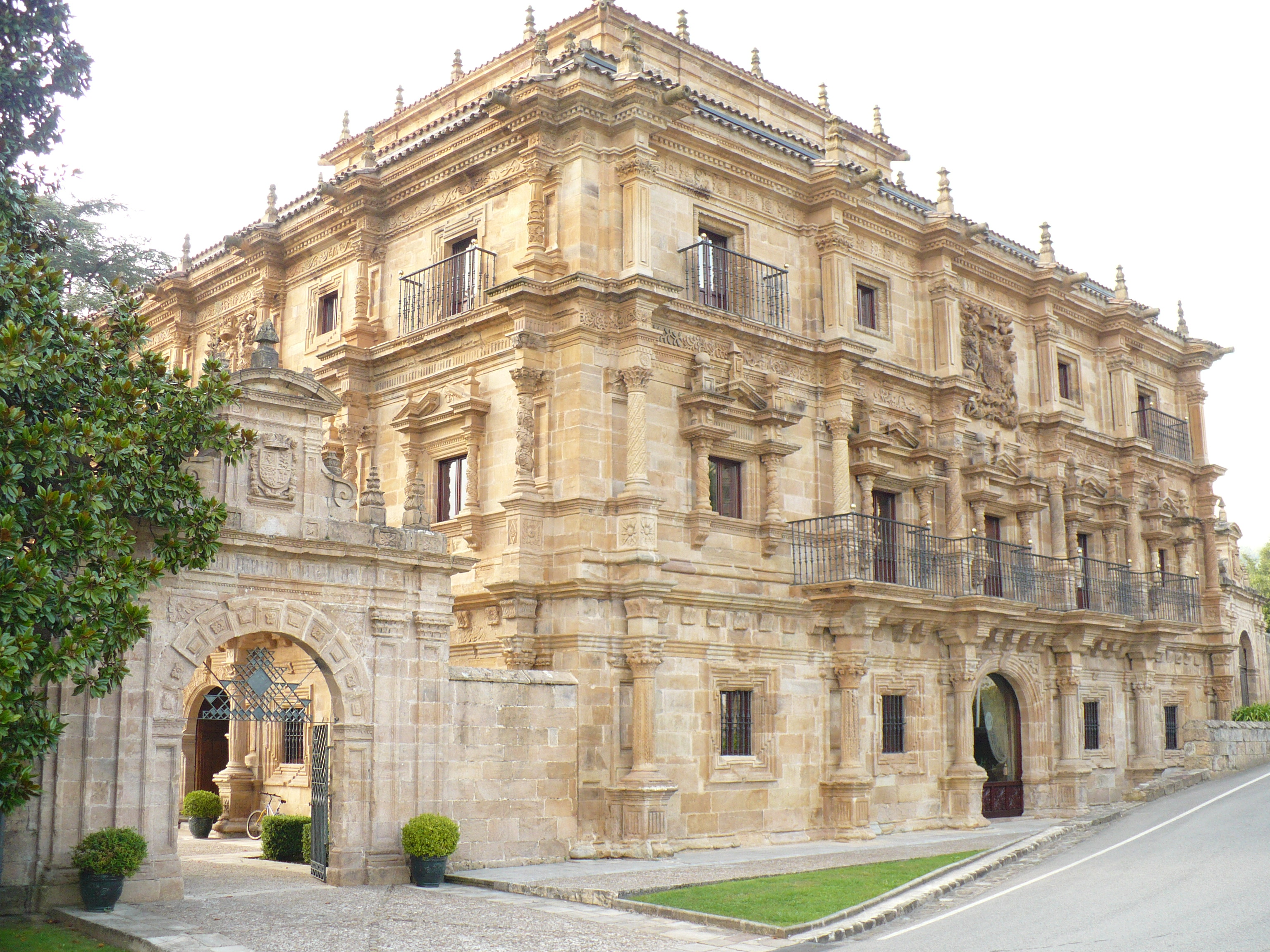
Palais de Soñanes.

## Patrimoine culturel
Parmi les principaux éléments culturels présents, on peut citer:
- Le palais de Soñanes, construit entre 1719 et 1724 par les architectes Juan Antonio Díaz de Arce y Pérez del Camino. Il s'agit de l'œuvre civile la plus importante du baroque de Cantabrie.
- Le collège de Los Padres Escolapios construit à côté du palais de Soñanes. Inauguré en 1746. De nombreuses personnalités (nationales ou régionales) y ont étudié, telles que:
  - Le chirurgien Diego de Argumosa
  - Le poète León Felipe
  - Le biologiste Augusto González Linares
  - Le médecin Enrique Diego-Madrazo
  - Le cycliste Enrique Aja
  - Le banquier Emilio Botín-Saenz de Sautuola y López
  - Le joueur de foot Carlos Alonso González "Santillana"
  - Le jésuite Tomás Gómez Carral
  - Le cardinal Luis de la Lastra y Cuesta
  - L'historien Gregorio Lasaga Larreta
  - Le journaliste, poète et académicien Casimiro del Collado
  - Les hommes politiques Claudio Antón de Luzuriaga et Pedro Cevallos Guerra

## Localités
La commune est composée de 8 localités :
Abionzo, Aloños, Bárcena de Carriedo, Pedroso, Santibáñez, Soto, Tezanos, et Villacarriedo qui est le Chef-Lieu.

## Démographie
Après avoir connu une forte baisse de la population entre les années 1950 et 80, la population se rétablit petit à petit grâce à l’amélioration des services de base (commerce, santé, éducation, etc), des voies de communication, mais aussi par le biais du programme de Développement Rural européen LEADER.
| 1900  | 1910  | 1920  | 1930  | 1940  | 1950  | 1960  | 1970  | 1980  | 1990  | 2000  | 2005  | 2010  |
| ----- | ----- | ----- | ----- | ----- | ----- | ----- | ----- | ----- | ----- | ----- | ----- | ----- |
| 2 417 | 2 563 | 2 502 | 2 613 | 2 774 | 2 463 | 2 485 | 2 354 | 2 224 | 2 097 | 1 758 | 1 699 | 1 753 |

Source : Instituto Nacional de estatística (INE)